# Diary of a Wimpy Kid Christmas: Cabin Fever
Diary of a Wimpy Kid Christmas: Cabin Fever es una película de comedia navideña animada de 2023 dirigida por Luke Cormican. Es la séptima entrega de la serie de películas Diary of a Wimpy Kid, la tercera película animada y la primera adaptación de Diary of a Wimpy Kid: Cabin Fever de Jeff Kinney. Wesley Kimmel reemplazó a Brady Noon como Greg Heffley, mientras que Hunter Dillion, Erica Cerra y Chris Diamantopoulos retomaron sus papeles como Rodrick, Susan y Frank respectivamente, con Spencer Howell reemplazando a Ethan William Childress en el papel de Rowley. La superestrella de la WWE Windham Rotunda, más conocida como Bray Wyatt, quien murió poco antes del estreno de la película, también tiene un breve cameo de voz como guardia de prisión en su único papel cinematográfico.
Se estrenó en Disney+ como película original de Disney+ el 8 de diciembre de 2023.

## Reparto
- Wesley Kimmel como Greg Heffley, el protagonista. Anteriormente, Brady Noon le dio voz en las dos primeras películas.
- Spencer Howell como Rowley Jefferson, el amable y respetuoso mejor amigo de Greg. Rowley anteriormente fue interpretado por Ethan William Childress en las dos primeras películas.
- Erica Cerra como Susan Heffley, la madre de Greg, Rodrick y Manny.
- Chris Diamantopoulos como Frank Heffley, el padre de Greg, Rodrick y Manny.
- Hunter Dillon como Rodrick Heffley, baterista y hermano mayor de Greg.
- Gracen Newton como Manny Heffley, el hermano menor de Greg.
- Lisa Ann Walter como Gabby, también llamada Snowplow Lady.
- Gabriel Iglesias como el oficial Vasquez, el policía que llegó a la casa de Greg en Nochebuena.
- Ego Nwodim como la oficial Leonard, la policía que llegó a la casa de Greg en Nochebuena.
- Christian Convery (sin acreditar) como Fregley, el extraño compañero de clase de Greg.
- Randy Pearlstein como el Sr. Jefferson, el padre de Rowley.

## Producción
Una adaptación animada de Cabin Fever comenzó originalmente a producirse en diciembre de 2012, y estaba destinada a servir como un especial navideño animado de Cabin Fever para Fox. En agosto de 2013, Kinney reveló que sería un especial de televisión de media hora y que se transmitiría por Fox en algún momento a finales de 2014. Este especial nunca se lanzó, y el trabajo extra que se trabajó en él finalmente se transformó en la película animada original de Diary of a Wimpy Kid. Más tarde, el 23 de octubre de 2021, antes del estreno de la primera película animada, Jeff Kinney reveló que ya se están desarrollando secuelas. Se anunció que el proyecto sería una adaptación de Cabin Fever en una entrevista con Kinney en enero de 2023.
El 8 de septiembre de 2023, Jeff Kinney reveló que la fecha de estreno sería el 8 de diciembre de 2023. Se anunció que John Paesano compondrá la banda sonora de la película, después de haberlo hecho en las dos películas anteriores. El avance oficial de la película apareció en línea el 14 de noviembre de 2023.

## Estreno
La película se estrenó en Disney+ como película original de Disney+ el 8 de diciembre de 2023.